# احمدآباد (تووز)
احمدآباد (به لاتین: Əhmədabad) یک منطقه مسکونی در جمهوری آذربایجان است که در شهرستان تووز واقع شده‌است. احمدآباد ۹۹۱ نفر جمعیت دارد.